# Mallerenga cuallarga gorjagrisa
La mallerenga cuallarga gorjagrisa (Aegithalos glaucogularis) és una espècie d'ocell de la família dels egitàlids (Aegithalidae). El seu estat de conservació es considera de risc mínim.

## Descripció
- Amb una llargària d'uns 14 cm incloent la cua, que fa gairebé la meitat.
- Ales, cua i dors fosc. Color general blanquinós. Front clar i una zona negra sobre els ulls que deixen una fina línia blanca al capell. Una zona argentada al centre de la gola.

## Hàbitat i distribució
Habita els boscos de coníferes i mixtos de l'est i centre de la Xina.

## Taxonomia
Considerat coespecífic de la mallerenga cuallarga, va ser separat en la seva pròpia espècie, arran treballs com ara el de Päckert et el 2010.

S'han descrit dues subespècies:
- A. g. glaucogularis (Moore, 1855). Est de la Xina, al sud de vinaceus.
- A. g. vinaceus (Verreaux, 1871). Centre i est de la Xina.